# Epilampra mosela
Epilampra mosela är en kackerlacksart som först beskrevs av Rocha e Silva och Guilherme A.M.Lopes 1976.  Epilampra mosela ingår i släktet Epilampra och familjen jättekackerlackor. Inga underarter finns listade i Catalogue of Life.